# وليم إف. براون (كاتب)
وليم إف. براون (بالإنجليزية: William F. Brown)‏ (16 أبريل 1928 - 23 يونيو 2019)؛ مؤلف، كاتب مسرحي وروائي أمريكي.

## روابط خارجية
- فرديناند براون على موقع IMDb (الإنجليزية)
- فرديناند براون على موقع قاعدة بيانات برودواي على الإنترنت (الإنجليزية)
- فرديناند براون على موقع قاعدة بيانات برودواي على الإنترنت (الإنجليزية)